# Azione positiva
L'azione positiva, in inglese affirmative action, o discriminazione positiva è uno strumento politico che mira a promuovere la partecipazione di persone con certe identità etniche, di genere, sessuali e sociali in contesti in cui sono minoritarie e/o sottorappresentate. Il termine è applicato ad un'ampia gamma di politiche volte ad ottenere questo scopo, applicate sia da governi che da altri enti.

## Obiettivi
L’azione positiva è motivata, secondo i suoi sostenitori, dalla necessità di affrontare gli effetti delle disuguaglianze storiche attraverso misure volte a riequilibrare l’accesso a risorse e opportunità. Tra gli strumenti adottati rientrano, ad esempio, quote riservate o programmi di reclutamento mirato rivolti a gruppi sociopolitici minoritari o sottorappresentati.
Chi sostiene questo tipo di politiche argomenta che:
1. I gruppi storicamente svantaggiati dovrebbero beneficiare di misure compensative, come opportunità aggiuntive o risorse dedicate, al fine di mitigare gli effetti persistenti della discriminazione passata e garantire condizioni di vita dignitose nel contesto attuale [2][3];
2. Le politiche di azione positiva possono contribuire alla costruzione della fiducia reciproca e promuovere la socializzazione in contesti in cui sono presenti fenomeni di discriminazione o razzismo, favorendo il contatto positivo tra gruppi diversi e relazioni più inclusive[4][5][6];
3. Tali misure mirano ad ampliare l’accesso a opportunità per gruppi etnici, classi sociali o generi sottorappresentati, che altrimenti potrebbero incontrare ostacoli strutturali nell’accesso a determinati ambiti[7].

## Natura dei provvedimenti
La definizione dei gruppi destinatari delle politiche di azione positiva varia in base al contesto sociale e storico. In India, ad esempio, le misure di affirmative action sono applicate a favore di individui appartenenti a caste considerate svantaggiate o a determinati gruppi tribali. In Sudafrica, tali politiche si concentrano principalmente sull'appartenenza etnica, e in misura minore, sul genere, nel quadro delle iniziative di trasformazione post-apartheid.
Secondo i sostenitori di queste politiche, l'adozione di criteri preferenziali o di sostegno specifico ha l’obiettivo di riequilibrare le condizioni di accesso a opportunità economiche, educative o professionali. Queste misure intendono affrontare gli effetti cumulativi di disuguaglianze storiche o sistemiche che avrebbero favorito altri gruppi ritenuti sovrarappresentati o avvantaggiati in passato.

## Origini
Il termine "azione positiva" è stato utilizzato per la prima volta negli Stati Uniti nell' "Ordine esecutivo n. 10925", firmato dal presidente John F. Kennedy il 6 marzo 1961, che includeva una disposizione secondo cui gli appaltatori del governo "avrebbero intrapreso un'azione positiva per garantire che i candidati fossero impiegati e che i dipendenti fossero trattati [equamente] durante l'impiego, indipendentemente dalla loro razza, credo, colore o origine nazionale". È stato utilizzato per promuovere azioni che realizzavano la non-discriminazione. Nel 1965, il presidente Lyndon B. Johnson ha emesso l'ordine esecutivo n. 11246 che richiedeva ai datori di lavoro governativi di "assumere indipendentemente da razza, religione e origine nazionale" e "intraprendere azioni positive per garantire che i candidati fossero assunti e che i dipendenti fossero trattati durante l'impiego, indipendentemente dalla loro razza, colore, religione, sesso o origine nazionale".
L'azione positiva ha lo scopo di promuovere le opportunità di gruppi minoritari definiti all'interno di una società per dare loro pari accesso a quello della maggioranza della popolazione.
È spesso istituito per le strutture governative e educative per garantire che determinati gruppi designati all'interno di una società siano in grado di partecipare a tutte le opportunità fornite, comprese le opportunità promozionali, educative e di formazione.
La giustificazione dichiarata per l'azione positiva da parte dei suoi sostenitori è aiutare a compensare la discriminazione, la persecuzione o lo sfruttamento del passato da parte della classe dirigente di una cultura e affrontare la discriminazione esistente.

## Metodi di attuazione
- Quote;
- Marketing/pubblicità a gruppi che l'azione positiva intende aumentare;
- Azioni specifiche di formazione o emulazione per pubblici identificati;
- Allentamento dei criteri di selezione applicati a un pubblico target.

## Donne
Diversi studi hanno studiato l'effetto dell'azione positiva sulle donne:
“Kurtulus” (2012) nella sua revisione dell'azione positiva e dell'avanzamento occupazionale delle minoranze e delle donne nel periodo 1973-2003 ha mostrato che l'effetto dell'azione positiva sull'avanzamento dei neri, ispanici, e delle donne bianche in occupazioni manageriali, professionali e tecniche si sono verificate principalmente durante gli anni '70 e l'inizio degli anni '80. Durante questo periodo, gli appaltatori hanno aumentato le loro quote di questi gruppi più rapidamente rispetto ai non appaltatori a causa dell'attuazione dell'azione positiva.
Ma, tuttavia, l'effetto positivo dell'azione positiva è svanito completamente alla fine degli anni '80, cosa che secondo Kurtulus potrebbe essere dovuta al rallentamento dell'occupazione avanzata per le donne e le minoranze a causa del cambiamento politico dell'azione positiva iniziato dal presidente Ronald Reagan. Diventare un appaltatore federale ha aumentato la quota di occupazioni professionali delle donne bianche di 0,183 punti percentuali, o del 9,3%, in media durante questi tre decenni, e ha aumentato la quota delle donne nere di 0,052 punti percentuali (o del 3,9%). Diventare un appaltatore federale ha anche aumentato la quota di occupazioni tecniche delle donne ispaniche e degli uomini di colore in media rispettivamente dello 0,058% e dello 0,109 punti percentuali (o del 7,7 e del 4,2%). Ciò, di fatto, rappresenta un contributo sostanziale dell'azione positiva alle tendenze generali nell'avanzamento occupazionale delle donne e delle minoranze nei tre decenni oggetto dello studio.

## Quote
La legge relativa alle quote e all'azione positiva varia ampiamente da nazione a nazione.
Nel 2012, la Commissione europea ha approvato un piano per le donne per costituire il 40% dei consigli di amministrazione non esecutivi nelle grandi società quotate in Europa entro il 2020.
In Svezia, la Corte Suprema ha stabilito che le quote etniche di "azione positiva" nelle università sono discriminatorie e quindi illegali. Ha detto che i requisiti per l'assunzione dovrebbero essere gli stessi per tutti. Il ministro della giustizia ha affermato che la decisione non lascia spazio a incertezze.

## Approcci nazionali
In alcuni paesi che hanno leggi sull'uguaglianza razziale, l'azione positiva è resa illegale perché non tratta tutte le razze allo stesso modo. Questo approccio alla parità di trattamento è talvolta descritto come "daltonico" (Color blindness), nella speranza che sia efficace contro la discriminazione senza impegnarsi in una discriminazione alla rovescia.
In tali paesi, l'attenzione tende ad essere rivolta a garantire pari opportunità e, ad esempio, a campagne pubblicitarie mirate per incoraggiare i candidati appartenenti a minoranze etniche a entrare nelle forze di polizia. Questo è talvolta chiamato azione positiva.

### Africa

#### Apartheid
Il governo dell'apartheid, per una questione di politica statale, ha favorito le società di proprietà dei bianchi, in particolare quelle di proprietà degli afrikaner. Le suddette politiche hanno ottenuto i risultati desiderati, ma nel processo hanno emarginato ed escluso i neri. Anche i lavori qualificati erano riservati ai bianchi e i neri erano ampiamente utilizzati come manodopera non qualificata, applicata dalla legislazione tra cui il Mines and Works Act, il Job Reservations Act, il Native Building Workers Act, l'Apprenticeship Act e il Bantu Education Act, creando ed estendendo la "barra dei colori" nel lavoro sudafricano. Quindi i bianchi convinsero con successo il governo a emanare leggi che limitavano fortemente le opportunità di lavoro dei neri.
Dagli anni '60 le leggi sull'apartheid erano state indebolite. Di conseguenza, dal 1975 al 1990 i salari reali dei lavoratori manifatturieri neri sono aumentati del 50%, mentre quelli dei bianchi sono aumentati dell'1%.
La variazione delle competenze e della produttività tra gruppi di persone alla fine ha causato disparità nell'occupazione, nell'occupazione e nel reddito all'interno dei mercati del lavoro, che hanno fornito vantaggi a determinati gruppi e caratteristiche di persone. Questa a tempo debito è stata la motivazione per introdurre un'azione positiva in Sud Africa, dopo la fine dell'apartheid.

#### Post-apartheid: l'Employment Equity Act
Dopo la transizione alla democrazia nel 1994, il governo guidato dall'African National Congress ha scelto di attuare una legislazione di azione positiva per correggere gli squilibri precedenti (una politica nota come equità occupazionale). In quanto tali, tutti i datori di lavoro erano obbligati per legge ad assumere gruppi precedentemente privi di diritto di voto (neri, indiani e meticci). Un concetto correlato, ma distinto, è Black Economic Empowerment.
L'Employment Equity Act e il Broad Based Black Economic Empowerment Act mirano a promuovere e raggiungere l'uguaglianza sul posto di lavoro (in Sud Africa chiamata "equità"), promuovendo persone di gruppi designati. I gruppi designati che devono essere avanzati includono tutte le persone di colore, le donne (comprese le donne bianche) e le persone con disabilità (compresi i bianchi). La legislazione sull'equità occupazionale richiede alle aziende che impiegano più di 50 persone di progettare e attuare piani per migliorare la rappresentatività dei dati demografici della forza lavoro e di comunicarli al Dipartimento del lavoro.
L'Employment Equity fa anche parte della scheda di valutazione Black Economic Empowerment di un'azienda: in un sistema di punteggio relativamente complesso, che consente una certa flessibilità nel modo in cui ogni azienda adempie ai propri impegni legali, ogni azienda è tenuta a soddisfare i requisiti minimi in termini di rappresentanza da parte di gruppi precedentemente svantaggiati. Le questioni trattate includono, tra gli altri, la partecipazione azionaria, la rappresentanza a livello di dipendenti e di gestione (fino al livello del consiglio di amministrazione), l'approvvigionamento da imprese di proprietà di neri e programmi di investimento sociale.
Le politiche di Employment Equity e, in particolare, Black Economic empowerment sono state criticate sia da coloro che le considerano discriminatorie nei confronti dei bianchi, sia da coloro che le considerano inefficaci.
Queste leggi causano costi sproporzionatamente elevati per le piccole imprese e riducono la crescita economica e l'occupazione. Le leggi possono dare qualche vantaggio alla classe media nera, ma possono rendere i neri più poveri ancora più poveri. Inoltre, la Corte Suprema ha stabilito che in linea di principio i neri possono essere favoriti, ma in pratica ciò non dovrebbe portare a discriminazioni ingiuste nei confronti degli altri.

#### Scopo dell'azione positiva
L'azione positiva è stata introdotta attraverso l'Employment Equality Act, 55 nel 1998, 4 anni dopo la fine dell'apartheid. Questo atto è stato approvato per promuovere il diritto costituzionale all'uguaglianza ed esercitare la vera democrazia. Questa idea era quella di eliminare la discriminazione ingiusta nell'occupazione, garantire l'attuazione dell'equità occupazionale per rimediare agli effetti della discriminazione, raggiungere una forza lavoro diversificata ampiamente rappresentativa della nostra gente, promuovere lo sviluppo economico e l'efficienza della forza lavoro e dare effetti al obblighi della Repubblica in quanto membro dell'Organizzazione internazionale del lavoro.
Molti hanno abbracciato l'atto; tuttavia alcuni hanno concluso che l'atto si contraddiceva. La legge elimina l'ingiusta discriminazione in alcuni settori del mercato del lavoro nazionale imponendo vincoli simili in un altro.
Con l'introduzione dell'azione positiva, l'empowerment economico dei neri (BEE) è aumentato ulteriormente in Sud Africa. BEE non è stata un'iniziativa morale per riparare ai torti del passato, ma per promuovere la crescita e strategie che mirano a realizzare il pieno potenziale di un Paese. L'idea mirava all'anello più debole dell'economia, che era la disuguaglianza e che avrebbe aiutato a sviluppare l'economia. Ciò è evidente nella dichiarazione del Dipartimento del Commercio e dell'Industria: "In quanto tale, questa strategia sottolinea un processo BEE che è associato alla crescita, allo sviluppo e allo sviluppo delle imprese, e non semplicemente alla ridistribuzione della ricchezza esistente". Le somiglianze tra l'ape e l'azione positiva sono evidenti; tuttavia c'è una differenza. BEE si concentra maggiormente sull'uguaglianza occupazionale piuttosto che sottrarre ricchezza ai lavoratori bianchi qualificati.
L'obiettivo principale dell'azione positiva è che il paese raggiunga il suo pieno potenziale. Ciò si tradurrebbe in una forza lavoro completamente diversificata nei settori economico e sociale, ampliando così la base economica e stimolando la crescita economica.

### Asia

#### Cina
C'è un'azione positiva nell'istruzione per le nazionalità minoritarie. Ciò può equivalere all'abbassamento dei requisiti minimi per l'esame di ammissione all'università nazionale, che è un esame obbligatorio per tutti gli studenti per accedere all'università. Alcune università fissano quote per l'assunzione di studenti appartenenti a minoranze (non Han).

#### Israele
Una politica di azione positiva basata sulla classe è stata incorporata nelle pratiche di ammissione delle quattro università più selettive in Israele tra l'inizio e la metà degli anni 2000. Nel valutare l'ammissibilità dei richiedenti, non vengono presi in considerazione né la loro situazione finanziaria né le loro origini nazionali o etniche. L'enfasi, piuttosto, è sugli svantaggi strutturali, in particolare lo stato socioeconomico del vicinato e il rigore delle scuole superiori, sebbene vengano soppesati anche diversi disagi individuali. Questa politica ha reso le quattro istituzioni, in particolare i gradi dei dipartimenti più selettivi, più diversificate di quanto sarebbero state altrimenti. L'aumento della diversità geografica, economica e demografica di una popolazione studentesca suggerisce che l'attenzione del piano sui determinanti strutturali dello svantaggio produce ampi dividendi di diversità.
I cittadini israeliani che sono donne, arabi, neri o persone con disabilità sono supportati da un'azione positiva nell'impiego nel servizio civile. Anche i cittadini israeliani che sono arabi, neri o persone con disabilità hanno diritto a borse di studio universitarie intere da parte dello Stato.
Nel suo studio sulle politiche di genere in Israele, Dafna Izraeli ha mostrato che il paradosso dell'azione positiva per le donne registe è che la legittimazione per legiferare sulla loro inclusione nei consigli ha portato anche all'esclusione delle donne interessate come questione legittima nell'agenda dei consigli. "La nuova cultura del club maschile è un segno seducente che le donne sono sotto pressione per diventare "maschi sociali" e dimostrare la loro competenza come dirigenti, il che significa che non sono significativamente diverse dagli uomini. E una volta che l'azione positiva per le donne è soddisfatta, allora essa condivide l'elemento, come dice Izraeli, il "discorso sull'uguaglianza di gruppo", rendendo più facile per altri gruppi rivendicare una più equa distribuzione delle risorse. Ciò suggerisce che l'azione positiva può avere applicazioni per diversi gruppi in Israele.

#### India
La "riserva" in India è una forma di azione positiva progettata per migliorare il benessere delle caste programmate e delle tribù programmate (SC/ST) e delle altre classi arretrate (OBC), definite principalmente dalla loro casta. I membri di queste categorie comprendono circa i due terzi della popolazione dell'India. Secondo la Costituzione indiana, fino al 50% di tutte le ammissioni all'istruzione superiore gestite dal governo e dei posti di lavoro vacanti nel governo possono essere riservati ai membri delle categorie SC/ST/OBC-NCL e il 10% a quelli in Sezioni Economicamente Più Deboli (SAR), con le restanti non riservate. Nel 2014, l'Indian National Sample Surveyha rilevato che il 12% delle famiglie indiane intervistate aveva ricevuto borse di studio accademiche, con il 94% dovuto all'appartenenza a SC/ST/OBC, il 2% basato sulla debolezza finanziaria e lo 0,7% basato sul merito.

#### Indonesia
L'Indonesia ha offerto un'azione positiva per i nativi papuani nell'istruzione, nella selezione dei lavoratori civili del governo e nella selezione della polizia e dell'esercito. Dopo le proteste di Papua del 2019, molti studenti papuani hanno scelto di abbandonare la borsa di studio e tornare nelle rispettive province. Il programma è stato oggetto di critiche, con denunce per mancanza di quote sufficienti e presunta corruzione. Prabowo Subianto, ministro della difesa indonesiano, ha espresso che dirigerà maggiori sforzi verso il reclutamento di papuani nelle forze armate nazionali indonesiane. Borsa di studio per l'istruzione del Ministero dell'Istruzione e della Cultura, denominata ADik, per i nativi papuani e gli studenti delle regioni periferiche vicine al confine indonesiano.

#### Malesia
La Malaysian New Economic Policy o NEP è una forma di azione positiva basata sull'etnia. La Malesia fornisce un'azione positiva a coloro che sono considerati "Bumiputera", che include la popolazione malese, Orang Asli e gli indigeni di Sabah e Sarawak, che insieme formano la maggioranza della popolazione. Tuttavia, gli indigeni della Malesia (Orang Asli) non hanno gli stessi diritti speciali del resto del Bumiputera concessi ai sensi dell'articolo 153, poiché gli Orang Asli non sono citati nell'articolo 153 stesso.
L'argomento storico/comune è che i malesi hanno redditi inferiori rispetto ai cinesi e agli indiani, che sono stati tradizionalmente coinvolti in imprese e industrie, che erano anche lavoratori migranti generici. La Malesia è un paese multietnico, con i malesi che costituiscono la maggioranza di quasi il 52% della popolazione. Circa il 23% della popolazione è di origine cinese, mentre quelli di origine indiana costituiscono circa il 7% della popolazione.
La Malaysian New Economic Policy (NEP) è stata definita un fallimento negli ultimi anni, poiché le prove hanno indicato la sempre crescente disparità di ricchezza tra i malesi, che ha ampliato il divario tra i malesi ricchi e poveri, mentre la Malaysian New Economic Policy ha dimostrato di avvantaggiare i ricchi malesi esistenti invece di raggiungere la sua intenzione di aiutare i poveri malesi.
Il reddito medio per malesi, cinesi e indiani nel 1957/58 era rispettivamente di 134, 288 e 228. Nel 1967/68 era 154, 329 e 245, e nel 1970 era 170, 390 e 300. Il rapporto medio di disparità di reddito per cinesi/malesi è salito da 2,1 nel 1957/58 a 2,3 nel 1970, mentre per indiani/malesi la disparità anche il rapporto è passato da 1,7 a 1,8 nello stesso periodo.

#### Sri Lanka
Nel 1981 la politica di standardizzazione delle università dello Sri Lanka è stata introdotta come programma di azione positiva per gli studenti provenienti da aree che avevano tassi di istruzione inferiori rispetto ad altre aree a causa dell'attività missionaria nel nord e nell'est, che erano essenzialmente le aree tamil. I governi successivi hanno coltivato un mito storico dopo che le potenze coloniali se ne erano andate secondo cui gli inglesi avevano praticato il favoritismo comunitario nei confronti dei cristiani e della comunità minoritaria Tamil per tutti i 200 anni in cui avevano controllato lo Sri Lanka. Tuttavia, i singalesi di fatto hanno beneficiato del commercio e delle coltivazioni di piantagioni rispetto al resto degli altri gruppi e della loro lingua e cultura, nonché della religione del buddismo è stato promosso e trasformato in medium per le scuole rispetto alla lingua tamil, che non ha avuto lo stesso trattamento e i tamil hanno invece imparato l'inglese poiché non esisteva un mezzo per il tamil fino alla quasi indipendenza. La conoscenza dell'inglese e dell'istruzione da parte dei tamil proveniva dalla stessa attività missionaria americana da parte dei cristiani d'oltremare che gli inglesi erano preoccupati per far arrabbiare i singalesi e distruggere i loro rapporti commerciali, quindi li mandarono invece nelle aree tamil per insegnare, pensando che non avrebbe avuto conseguenze. e a causa del loro piccolo numero. Gli inglesi che inviavano i missionari nel nord e nell'est erano per la protezione dei cingalesi e infatti mostravano favoritismi al gruppo di maggioranza invece che alle minoranze per mantenere rapporti commerciali e trarne vantaggio. I Tamil, grazie a questo vantaggio casuale derivante dall'apprendimento dell'inglese e dell'istruzione di base eccellevano e prosperavano e furono in grado di portare molti lavori nell'amministrazione pubblica con dispiacere dei singalesi. Il mito del divide et impera non è vero. La "politica di standardizzazione" era tipica delle politiche di azione positiva, in quanto richiedeva standard drasticamente inferiori per gli studenti singalesi rispetto ai tamil più accademici che dovevano ottenere una decina di voti in più per entrare nelle università. La politica infatti è un esempio di discriminazione nei confronti dell'etnia Tamil. in quanto richiedeva standard drasticamente inferiori per gli studenti singalesi rispetto ai tamil più accademici che dovevano ottenere una decina di voti in più per entrare nelle università. La politica infatti è un esempio di discriminazione nei confronti dell'etnia Tamil. in quanto richiedeva standard drasticamente inferiori per gli studenti singalesi rispetto ai tamil più accademici che dovevano ottenere una decina di voti in più per entrare nelle università. La politica infatti è un esempio di discriminazione nei confronti dell'etnia Tamil.

#### Taiwan
Una legislazione del 2004 richiede che, per un'azienda con 100 o più dipendenti che desideri competere per contratti governativi, almeno l'1% dei suoi dipendenti deve essere aborigeno taiwanese. Il Ministero dell'Istruzione e il Consiglio per gli affari aborigeni hanno annunciato nel 2002 che gli studenti aborigeni taiwanesi avrebbero visto i loro esami di ammissione alle scuole superiori o universitari aumentati del 33% per aver dimostrato una certa conoscenza della loro lingua e cultura tribale. La percentuale di incremento è stata rivista più volte e l'ultima percentuale è del 35% nel 2013.

### Europa

#### Danimarca
I groenlandesi hanno vantaggi speciali quando fanno domanda per titoli universitari, universitari o professionali in Danimarca. Con queste regole specifiche, i groenlandesi possono ottenere lauree senza le medie dei voti richieste soddisfacendo determinati criteri. Devono avere una media superiore a 6,0 e aver vissuto un certo numero di anni in Groenlandia. Tali norme sono in vigore dal 1º gennaio 2014.

#### Finlandia
In alcuni programmi di istruzione universitaria, compresa l'educazione legale e medica, ci sono quote per le persone che raggiungono un certo livello di competenze nella lingua svedese; per gli studenti ammessi in queste quote, l'istruzione è parzialmente organizzata in svedese. Lo scopo delle quote è garantire che un numero sufficiente di professionisti con competenze in svedese sia istruito per le esigenze nazionali. Il sistema delle quote ha incontrato critiche da parte della maggioranza di lingua finlandese, alcuni dei quali considerano il sistema ingiusto. Oltre a queste quote linguistiche, le donne possono ottenere un trattamento preferenziale nell'assunzione per determinati lavori nel settore pubblico se c'è uno squilibrio di genere nel settore.

#### Francia
Nessuna distinzione basata su razza, religione o sesso è consentita dalla Costituzione francese del 1958. Dagli anni '80, una versione francese dell'azione positiva basata sul vicinato è in vigore per l'istruzione primaria e secondaria. Alcune scuole, nei quartieri etichettati come "Zone prioritarie per l'istruzione", ricevono più fondi delle altre. Gli studenti di queste scuole beneficiano anche di politiche speciali in alcune istituzioni (come Sciences Po).
Il Ministero della Difesa francese ha cercato nel 1990 di facilitare la promozione di grado e l'ottenimento della patente di guida per i giovani soldati francesi di origine nordafricana. Dopo una forte protesta di un giovane tenente francese sul quotidiano del Ministero della Difesa (Armées d'aujourd'hui), la patente di guida e il piano di grado furono annullati. Dopo l'elezione di Sarkozy, è stato fatto un nuovo tentativo a favore degli studenti arabo-francesi, ma Sarkozy non ha ottenuto un sostegno politico sufficiente per cambiare la costituzione francese. Tuttavia, alcune scuole francesi attuano un'azione positiva in quanto sono obbligate ad accogliere un certo numero di studenti provenienti da famiglie povere.
Inoltre, seguendo l'esempio norvegese, dopo il 27 gennaio 2014, le donne devono rappresentare almeno il 20% dei membri del consiglio in tutte le società quotate in borsa o di proprietà statale. Dopo il 27 gennaio 2017, la percentuale aumenterà al 40%. Tutte le nomine di uomini come amministratori non saranno valide fintanto che la quota non sarà raggiunta e potrebbero essere applicate sanzioni pecuniarie per altri amministratori.

#### Germania
L'articolo 3 della Legge fondamentale tedesca prevede pari diritti per tutte le persone indipendentemente dal sesso, dalla razza o dall'estrazione sociale. Ci sono programmi che affermano che se uomini e donne hanno pari qualifiche, le donne devono essere preferite per un lavoro; inoltre, i disabili dovrebbero essere preferiti ai non disabili. Questo è tipico per tutte le posizioni nel servizio statale e universitario a partire dal 2007, utilizzando tipicamente la frase "Cerchiamo di aumentare la diversità in questo settore di lavoro". Negli ultimi anni c'è stato un lungo dibattito pubblico sull'opportunità di varare programmi che garantissero alle donne un accesso privilegiato al lavoro per combattere la discriminazione. Il Partito Die Linke ha sollevato la discussione sull'azione positiva nel sistema scolastico tedesco. Secondo Stefan Zillich, le quote dovrebbero essere "una possibilità" per aiutare i bambini della classe operaia che non andavano bene a scuola ad accedere a un Gymnasium. I presidi dei Gymnasien hanno obiettato, dicendo che questo tipo di politica "sarebbe un disservizio" per i bambini poveri.

#### Norvegia
In tutti i consigli di amministrazione delle società per azioni (ASA), entrambi i sessi dovrebbero essere rappresentati per almeno il 40%. Ciò riguarda circa 400 aziende su oltre 300.000 in totale.
Seierstad & Opsahl nel loro studio sugli effetti dell'azione positiva sulla presenza, preminenza e capitale sociale delle donne direttrici in Norvegia hanno rilevato che ci sono pochi consigli presieduti da una donna, dall'inizio dell'attuazione del periodo di politica dell'azione positiva ad agosto 2009, la percentuale di consigli guidati da una donna è aumentata dal 3,4% al 4,3%. Ciò suggerisce che la legge ha avuto un effetto marginale sul sesso della presidenza e che i consigli rimangono segregati al loro interno. Sebbene all'inizio del nostro periodo di osservazione, solo 7 dei 91 registi di spicco fossero donne. L'equilibrio di genere tra gli amministratori di spicco è cambiato notevolmente nel corso del periodo e, alla fine del periodo, 107 donne e 117 uomini erano amministratori di spicco. Applicando definizioni più restrittive di rilievo, la quota di amministratori donne generalmente aumenta. Se si considerano solo gli amministratori con almeno tre incarichi, il 61,4% di essi sono donne. Se si considerano gli amministratori con sette o più incarichi, sono tutte donne. Pertanto, l'azione positiva aumenta la popolazione femminile nella posizione di regista.
Uno studio del 2016 non ha rilevato alcun effetto del requisito di rappresentanza ASA sulla valutazione o sui profitti delle società interessate, né alcuna correlazione tra il requisito e la ristrutturazione delle società al di fuori di ASA.

#### Russia
Nell'URSS esistevano sistemi di quote per vari gruppi sociali, comprese le minoranze etniche (come compensazione della loro "arretratezza culturale"), le donne e gli operai.
Subito dopo la rivoluzione del 1918, Inessa Armand, segretaria e amante di Lenin, fu determinante nella creazione di Zhenotdel, che funzionò fino agli anni '30 come parte dei movimenti internazionali di azione ugualitaria e positiva.
Esistevano quote per l'accesso all'istruzione universitaria, alle cariche nel sistema sovietico e nel Partito Comunista: ad esempio, la carica di Primo Segretario di un Comitato di Partito di una Repubblica Sovietica (o di una Repubblica Autonoma) era sempre ricoperta da un rappresentante dell'"etnia titolare" di questa Repubblica.
La Russia moderna conserva parzialmente questo sistema. Le quote vengono abolite, ma rimangono le preferenze per alcune minoranze etniche e per gli abitanti di alcuni territori.

#### Serbia
La Costituzione della Repubblica di Serbia del 2006 ha stabilito i principi di uguaglianza e il divieto di discriminazione per qualsiasi motivo. Promuove inoltre azioni positive "misure speciali" per alcuni gruppi emarginati, come le minoranze nazionali.

#### Slovacchia
La Corte costituzionale ha dichiarato nell'ottobre 2005 che l'azione positiva, cioè "fornire vantaggi a persone di un gruppo di minoranza etnica o razziale", era contraria alla sua Costituzione.

#### Regno Unito
L'Equality Act 2010 ha stabilito i principi di uguaglianza e la loro attuazione nel Regno Unito. In tale paese, qualsiasi discriminazione, quota o favoritismo dovuti a sesso, razza ed etnia tra le altre "caratteristiche protette" è illegale per impostazione predefinita nell'istruzione, nell'impiego, durante le transazioni commerciali, in un club o associazione privata e durante l'utilizzo pubblico servizi, sebbene esistano eccezioni, vale a dire: "La sezione 159 dell'Equality Act 2010 consente a un datore di lavoro di trattare un candidato o un dipendente con una caratteristica protetta (ad esempio razza, sesso o età) in modo più favorevole in relazione all'assunzione o alla promozione rispetto a qualcuno senza tale caratteristica che sia qualificata per il ruolo. Il datore di lavoro deve ragionevolmente ritenere che le persone con la caratteristica protetta subiscano uno svantaggio o siano sottorappresentate in quella particolare attività. L'adozione dell'azione positiva deve essere un mezzo proporzionato per consentire o incoraggiare le persone a superare lo svantaggio o prendere parte all'attività.")
Le esenzioni specifiche includono:
- Parte del processo di pace dell'Irlanda del Nord, l'accordo del Venerdì Santo e il conseguente Patten report richiedevano al servizio di polizia dell'Irlanda del Nord di reclutare il 50% dei numeri dalla comunità cattolica e il 50% dalla comunità protestante e da altre comunità, al fine di ridurre ogni possibile pregiudizio verso i protestanti. Questa è stata successivamente denominata misura "50:50"[79].
- Il Sex Discrimination (Election Candidates) Act 2002 ha consentito l'uso di elenchi di sole donne per selezionare più donne come candidate alle elezioni[80].

Nel 2019, un tribunale del lavoro ha stabilito che, nel tentativo di creare una forza diversificata, la polizia del Cheshire aveva discriminato un maschio eterosessuale bianco "ben preparato". La sentenza affermava che "mentre l'azione positiva può essere utilizzata per promuovere la diversità, dovrebbe essere applicata solo per distinguere tra candidati che erano tutti ugualmente qualificati per un ruolo".

### Nord America

#### Canada
La sezione sull'uguaglianza della Carta canadese dei diritti e delle libertà consente esplicitamente una legislazione del tipo di azione positiva, sebbene la Carta non richieda una legislazione che dia un trattamento preferenziale. La sottosezione 2 della sezione 15 afferma che le disposizioni sull'uguaglianza "non precludono alcuna legge, programma o attività che abbia come oggetto il miglioramento delle condizioni di individui o gruppi svantaggiati, compresi quelli che sono svantaggiati a causa di razza, origine nazionale o etnica, colore, religione, sesso, età o disabilità mentale o fisica”.
L'Employment Equity Act canadese richiede ai datori di lavoro nelle industrie regolamentate a livello federale di concedere un trattamento preferenziale a quattro gruppi designati: donne, persone con disabilità, popolazioni aborigene e minoranze visibili. Meno di un terzo delle università canadesi offre requisiti di ammissione alternativi per gli studenti di origine aborigena. Alcune province e territori hanno anche politiche di tipo di azione positiva. Ad esempio, nei Territori del Nordovest nel nord canadese, agli aborigeni viene data la preferenza per il lavoro e l'istruzione e sono considerati aventi lo status di P1. Le persone non aborigene che sono nate nella TNM o vi hanno risieduto per metà della loro vita sono considerate P2, così come le donne e le persone con disabilità.

#### Stati Uniti
La politica dell'azione positiva risale all'era della ricostruzione negli Stati Uniti, 1863-1877. L'attuale politica è stata introdotta all'inizio degli anni '60 negli Stati Uniti, come un modo per combattere la discriminazione razziale nel processo di assunzione, con il concetto successivamente ampliato per affrontare la discriminazione di genere. L'azione positiva è stata creata per la prima volta dall'ordine esecutivo 10925, firmato dal presidente John F. Kennedy il 6 marzo 1961 e richiedeva che i datori di lavoro governativi "non discriminassero alcun dipendente o candidato a un impiego a causa di razza, credo, colore o origine nazionale" e "intraprendessero azioni positive per garantire che i candidati siano assunti e che i dipendenti siano trattati durante l'impiego, indipendentemente dalla loro razza, credo, colore o origine nazionale".
Il 24 settembre 1965, il presidente Lyndon B. Johnson firmò l'ordine esecutivo 11246, sostituendo così l'ordine esecutivo 10925 e affermando l'impegno del governo federale "a promuovere la piena realizzazione di pari opportunità di lavoro attraverso un programma positivo e continuo in ogni dipartimento esecutivo e agenzia". L'azione positiva è stata estesa al sesso dall'Executive Order 11375 che ha modificato l'Executive Order 11246 del 13 ottobre 1967, aggiungendo "sesso" all'elenco delle categorie protette. Negli Stati Uniti, lo scopo originario dell'azione positiva era quello di fare pressione sulle istituzioni affinché rispettassero il mandato di non discriminazione del Civil Rights Act del 1964. I Civil Rights Acts non coprono la discriminazione basata sullo stato di veterano, disabilità o età superiore a 40 anni. Questi gruppi possono essere protetti dalla discriminazione in base a leggi diverse.
L'azione positiva è stata oggetto di numerose cause giudiziarie ed è stata messa in discussione sulla sua legittimità costituzionale. Nel 2003, una decisione della Corte Suprema relativa all'azione positiva nell'istruzione superiore (Grutter v. Bollinger, 539 US 244 – Corte Suprema 2003) ha consentito alle istituzioni educative di considerare la razza come un fattore nell'ammissione degli studenti. In alternativa, alcuni college utilizzano criteri finanziari per attrarre gruppi razziali che sono stati tipicamente sottorappresentati e hanno generalmente condizioni di vita inferiori. Alcuni stati come California (California Civil Rights Initiative), Michigan (Michigan Civil Rights Initiative) e Washington (Initiative 200) hanno approvato emendamenti costituzionali che vietano alle istituzioni pubbliche, comprese le scuole pubbliche, di praticare l'azione positiva all'interno dei rispettivi Stati. Nel 2014, la Corte Suprema degli Stati Uniti ha affermato che "gli Stati possono scegliere di vietare la considerazione delle preferenze razziali nelle decisioni governative". A quel punto otto stati, Oklahoma, New Hampshire, Arizona, Colorado, Nebraska, Michigan, Florida, Washington e California, avevano già vietato l'azione positiva. Gli attivisti conservatori hanno affermato che i college usano silenziosamente quote illegali per discriminare persone di origine asiatica, ebraica e caucasica e hanno avviato numerose azioni legali per fermarli.
Nel 2023, con la sentenza Students for Fair Admissions v. Harvard, la Corte Suprema degli Stati Uniti ha ribaltato tale principio nell’ambito dell’etnia, escludendo che essa impatti sulle decisioni delle entità governative o istituzionali, purché ciò non generi un’effettiva discriminazione negativa; ne è derivata una incertezza giuridica anche sul fondamento legale delle politiche volte a tutelare diversità, equità e inclusione.

### Oceania

#### Nuova Zelanda
Agli individui di discendenza maori o di altra origine polinesiana viene spesso concesso un migliore accesso ai corsi universitari o vengono assegnate borse di studio appositamente per loro. Tale accesso ai corsi universitari è stato in passato oggetto di critiche, in particolare presso l'Università di Auckland a causa di un fenomeno noto come teoria del mismatch, sono state mosse accuse di indurre i ragazzi a fallire a causa della mancanza di trasparenza sui gruppi di laurea preferiti tariffe e l'università che informa gli studenti di tali statistiche storiche risalenti agli anni '70. L'azione positiva è prevista dalla sezione 73 dello Human Rights Act 1993 e dalla sezione 19(2) del New Zealand Bill of Rights Act 1990.

### Sud America

#### Brasile
Alcune università brasiliane (statali e federali) hanno creato sistemi di ammissione preferenziale (quote) per le minoranze razziali (neri e amerindi), i poveri e le persone con disabilità. Sono inoltre previste quote fino al 20% di posti vacanti riservati a persone con disabilità nei servizi pubblici civili. Il partito dei Democratici, accusando il consiglio di amministrazione dell'Università di Brasilia di "resuscitare gli ideali nazisti", ha fatto appello alla Corte Suprema Federale contro la costituzionalità delle quote che l'università riserva alle minoranze. La Corte Suprema ha approvato all'unanimità la loro costituzionalità il 26 aprile 2012.

## Organizzazioni internazionali

### Nazioni Unite
La Convenzione internazionale sull'eliminazione di tutte le forme di discriminazione razziale stabilisce (all'articolo 2.2) che possono essere richiesti programmi di azione positiva ai paesi che hanno ratificato la convenzione, al fine di rettificare la discriminazione sistematica. Si afferma, tuttavia, che tali programmi "non devono in alcun caso comportare come conseguenza il mantenimento di diritti ineguali o separati per i diversi gruppi razziali dopo il raggiungimento degli obiettivi per i quali sono stati adottati".
Il Comitato per i diritti umani delle Nazioni Unite afferma che "il principio di uguaglianza a volte richiede agli Stati parti di intraprendere un'azione positiva al fine di ridurre o eliminare le condizioni che causano o aiutano a perpetuare la discriminazione proibita dal Patto. Ad esempio, in uno Stato in cui le condizioni generali di una certa parte della popolazione impediscono o pregiudicano il godimento dei diritti umani, lo Stato dovrebbe intraprendere un'azione specifica per correggere tali condizioni. Tale azione può comportare la concessione per un certo periodo alla parte della popolazione interessata di un certo trattamento preferenziale in materie specifiche rispetto con il resto della popolazione. Tuttavia, fintanto che tale azione è necessaria per correggere la discriminazione, di fatto, si tratta di un caso di legittima differenziazione ai sensi del Patto."

## Supporto
Il principio dell'azione positiva è promuovere l'uguaglianza sociale attraverso il trattamento preferenziale delle persone svantaggiate dal punto di vista socioeconomico. Spesso queste persone sono svantaggiate per ragioni storiche, come l'oppressione o la schiavitù. Storicamente e a livello internazionale, il sostegno all'azione positiva ha cercato di raggiungere una serie di obiettivi: colmare le disuguaglianze nell'occupazione e nella retribuzione; aumentare l'accesso all'istruzione; arricchire la leadership statale, istituzionale e professionale con l'intero spettro della società; riparare apparenti torti, danni o ostacoli del passato, in particolare affrontare l'apparente squilibrio sociale lasciato sulla scia della schiavitù e delle leggi sugli schiavi.
Uno studio del 2017 sulla regolamentazione dell'azione positiva federale temporanea negli Stati Uniti ha stimato che il regolamento "aumenta la quota nera dei dipendenti nel tempo: in 5 anni dalla prima regolamentazione di uno stabilimento, la quota nera dei dipendenti aumenta in media di 0,8 punti percentuali Sorprendentemente, la quota nera continua a crescere a un ritmo simile anche dopo che uno stabilimento è stato deregolamentato. [L'autore] sostiene [s] che questa persistenza è guidata in parte dall'azione positiva che induce i datori di lavoro a migliorare i loro metodi per selezionare potenziali assunzioni.

## Critica
Gli oppositori dell'azione positiva sostengono che essa stessa si basi su un assunto intrinsecamente discriminatorio poiché, mediante questo tipo di politica, si negano posti di lavoro a personale preparato e meritevole a favore di personale meno valido solo perché quest'ultimo non è appartenente a un gruppo che socialmente è considerato dominante per tradizione.
I critici hanno supposto che le azioni positive possano, malgrado le buone intenzioni, essere esse stesse causa di stigmatizzazione di quelle categorie di persone che ne sono oggetto in quanto viste come ingiustamente privilegiate, non in grado di provvedere a loro stesse e inferiori. Le azioni positive, ad esempio, colpendo negativamente persone bianche, potrebbero alimentare la crescita di gruppi di suprematisti bianchi.
Partendo da una prospettiva utilitarista, uno studio della rivista The Economist ha evidenziato la perdita di competitività sul mercato delle aziende che hanno messo donne in posizioni dirigenziali sulla base di quote rosa imposte per legge, piuttosto che secondo la normale selezione del personale più preparato.
Un'ulteriore critica mossa a questo tipo di azioni è quello di smontare il principio di solidarietà a fondamento della sicurezza sociale e del servizio pubblico.
Critiche di stampo marxista notano come l'emergere di questo tipo di azioni vada a discapito della tradizionale lotta di classe.

### Mismatching
Mismatching è il termine dato al presunto effetto negativo che l'azione positiva ha quando colloca uno studente in un college che è troppo difficile per lui. Ad esempio, in assenza di un'azione positiva, uno studente sarà ammesso in un'università che corrisponde alle sue capacità accademiche e avrà buone possibilità di laurearsi. Tuttavia, secondo l'ipotesi di mismatching, l'azione positiva spesso colloca uno studente in un'università troppo difficile, e questo aumenta la possibilità dello studente di abbandonare gli studi o di conseguire la specializzazione desiderata. Pertanto, l'azione positiva danneggia i beneficiari previsti, perché aumenta i loro tassi di abbandono. Mismatching è stato anche citato come un fattore che contribuisce alla riduzione del perseguimento e del completamento dei diplomi STEM tra alcune popolazioni.
Le prove a sostegno della teoria del mismatching sono state presentate da Gail Heriot, professore di diritto all'Università di San Diego e membro della Commissione statunitense per i diritti civili, in un articolo del 24 agosto 2007 pubblicato sul Wall Street Journal. Richard Sander ha concluso che c'erano il 7,9% in meno di avvocati neri rispetto a quelli che ci sarebbero stati se non ci fosse stata un'azione positiva. L'articolo afferma inoltre che a causa del mismatching, è più probabile che i neri abbandonino la scuola di legge e falliscano gli esami di abilitazione.
Il documento di Sander sul mismatching è stato criticato da diversi professori di diritto, tra cui Ian Ayres e Richard Brooks di Yale, i quali sostengono che l'eliminazione dell'azione positiva ridurrebbe effettivamente il numero di avvocati neri del 12,7%. Uno studio del 2008 di Jesse Rothstein e Albert H. Yoon ha confermato i risultati del mismatching di Sander, ma ha anche scoperto che l'eliminazione dell'azione positiva "porterebbe a un calo del 63% degli immatricolati neri in tutte le scuole di legge e a un calo del 90% nelle scuole di legge d'élite". Queste previsioni di numeri elevati sono state messe in dubbio in una revisione di studi precedenti di Peter Arcidiacono e Michael Lovenheim. Il loro articolo del 2016 ha trovato una forte indicazione che l'azione positiva si traduce in un effetto di mismatching. Hanno sostenuto che la frequenza di alcuni studenti afroamericani a scuole meno selettive migliorerebbe significativamente il basso tasso di primo tentativo di superare la barra statale, ma hanno avvertito che tali miglioramenti potrebbero essere controbilanciati dalla diminuzione della frequenza alla scuola di legge.
Uno studio del 2011 ha proposto che la discrepanza può verificarsi solo quando una scuola selettiva possiede informazioni private che, se queste informazioni fossero state divulgate, avrebbero cambiato la scelta della scuola da parte dello studente. Lo studio ha rilevato che questo è effettivamente il caso della Duke University e che queste informazioni prevedono il rendimento scolastico dello studente dopo l'inizio del college.
Uno studio del 2016 sull'azione positiva in India trova prove dell'ipotesi di mismatching. In India il 90% degli abbandoni IIT-Roorkee sono membri di una casta arretrata.